# Phormictopus cochleasvorax
Phormictopus cochleasvorax là một loài nhện trong họ Theraphosidae.
Loài này thuộc chi Phormictopus. Phormictopus cochleasvorax được miêu tả năm 2008 bởi Rudloff.